# Piotr Własow
Piotr Parfionowicz Własow znany też jako Władimirow (ros. Пётр Парфёнович Вла́сов, ur. 1905, zm. 10 września 1953 w Moskwie) – radziecki wywiadowca, dziennikarz i dyplomata.

## Życiorys
Początkowo był uczniem ślusarza i ślusarzem w fabryce w Tichoriecku, od 1927 członek WKP(b). Od 1931 żołnierz Armii Czerwonej, później studiował w Moskiewskim Instytucie Orientalistyki, od maja 1938 do lipca 1940 pracował w Chinach jako korespondent Agendy Telegraficznej ZSRR.
Od maja 1942 do listopada 1945 łącznik Kominternu z KC KPCh w Yan’an i jednocześnie wojenny korespondent Agendy Telegraficznej ZSRR w Specjalnym Rejonie Yan’an; używał tam przybranego nazwiska Władimirow, pisał dziennik opublikowany (w prawdopodobnie zmienionej formie) po śmierci autora.
Miał stopień pułkownika bezpieczeństwa państwowego. Od 1946 pracownik Ministerstwa Spraw Zagranicznych ZSRR, 1948-1951 konsul generalny ZSRR w Szanghaju, 23 maja 1952 mianowany ambasadorem nadzwyczajnym i pełnomocnym ZSRR w Birmie, jednak z powodu ciężkiej choroby nie objął placówki i rok później zmarł. Pochowany na Cmentarzu Nowodziewiczym w Moskwie.

## Odznaczenia
- Order Lenina
- Order Czerwonego Sztandaru
- Order Czerwonej Gwiazdy (trzykrotnie)